# Xylókastro-Evrostína
Xylókastro-Evrostína (grec moderne : Ξυλόκαστρο-Ευρωστίνα) est un dème situé dans la périphérie du Péloponnèse en Grèce. Le dème actuel est issu de la fusion en 2011 entre les dèmes d’Evrostína et de Xylókastro.